# Virove, Montana
Virove (în bulgară Вирове) este un sat în comuna Montana, regiunea Montana,  Bulgaria. 

## Demografie
Componența etnică a satului Virove
     Bulgari (69,04%)
     Romi (28,5%)
     Nicio identificare (2,45%)
     Altele (0%)
La recensământul din 2011, populația satului Virove era de 407 locuitori. Din punct de vedere etnic, majoritatea locuitorilor (69,04%) erau bulgari, cu o minoritate de romi (28,5%). Pentru 2,45% din locuitori nu este cunoscută apartenența etnică.